# Diss (Norfolk)
Diss ist eine Kleinstadt im Distrikt South Norfolk in der Grafschaft Norfolk, Ostengland. Es liegt im Tal des Flusses Waveney, um einen See, der eine Fläche von 24.000 m² und eine Tiefe von 5 m aufweist, wobei er weitere 16 m Schlamm besitzt. Er ist einer der tiefsten natürlichen Binnenseen in England. Die Stadt erhielt ihren Namen von der altenglischen Bezeichnung für „See“ oder auch einem alten Wikingerwort mit der Bedeutung „Dorf des Tanzenden Pferdes“. Im Jahr 2001 hatte sie 6742 Einwohner.
Diss verfügt über eine große Anzahl historischer Gebäude, inklusive der Pfarrkirche aus dem frühen 14. Jahrhundert. Es gibt auch ein Museum. Der Bahnhof von Diss liegt an der Eisenbahnstrecke Great Eastern Main Line vom Bahnhof London Liverpool Street nach Norwich.
Berühmte Persönlichkeiten aus Diss sind John Skelton, ein früherer Poet Laureate und Thomas Lord, Gründer des Lord’s Cricket Ground. Der englische Verteidiger Matthew Upson stammt ebenso aus der Stadt. Zu den häufigen Besuchern der Stadt gehört der Schauspieler Dexter Fletcher, der sie „das Juwel in der Krone Norfolks“ nannte. Auch der Renaissance- und Barock-Komponist John Wilbye stammte aus Diss. Der Zeichner und Künstler Josh Kirby, Illustrator von Terry Pratchetts Scheibenwelt, lebte im Dorf Shelfanger bei Diss, wo er auch starb.
Gegenüber der Pfarrkirche zur Heiligen Jungfrau Maria aus dem 14. Jahrhundert steht ein Gebäude aus dem 16. Jahrhundert, das als 'Delfinhaus’ bekannt ist. Es war eines der wichtigsten Gebäude der Stadt und verfügt über eindrucksvolle Eichenbalken, die es als Gebäude mit höherem Status auszeichnen, möglicherweise als das eines Wollhändlers. Das Gebäude war früher ein Pub, Der Delfin, vom 19. Jahrhundert bis in die 1960er Jahre. Heute beherbergt es mehrere kleine Läden.
1871 wurden erwähnenswerte Veränderungen an einem Haus in der Mount Street etwa 100 m nördlich der Kirche vorgenommen. Die Arbeiter entfernten den Ziegelfußboden in einem der Erdgeschossräume und hoben den Erdboden aus, um Balken für einen befestigten Fußboden einzusetzen. Da entdeckten sie einen Münzschatz. Unter den Ziegeln stießen sie auf den ursprünglichen harten Lehmboden und in der Mitte des Raumes, etwa einen halben Meter tief, fanden sie die Überreste eines irdenen Gefäßes, das mehr als dreihundert Münzen enthielt. Außer zwei feinen Goldmünzen waren alle Münzen aus Silber.
Im März 2006 wurde Diss die dritte Stadt in Großbritannien, die Cittàslow beitrat, einer internationalen Organisation, die das Konzept „Langsame Stadt“ propagiert.
Die Lokalzeitung der Stadt, der Diss Express, wurde 1864 gegründet.

## Kirchen in Diss
- Anglikanisch: Kirche zur Heiligen Jungfrau Maria
- Katholisch: Allerheiligenkirche
- Methodisten
- Baptisten